# 小行星2575
小行星2575（2575 Bulgaria）是一颗围绕太阳公转的小行星。1970年8月4日，塔瑪拉·斯米爾諾娃在克里米亚发现了此天体。
該小行星以東歐國家保加利亞命名。
这颗小行星的绝对星等为287.5381544056728等。